# SN 2007gs
SN 2007gs – supernowa typu II odkryta 15 sierpnia 2007 roku w galaktyce A221200+0731. W momencie odkrycia miała maksymalną jasność 18,50m.